# 阿戈斯蒂诺·阿巴尼亚莱
阿戈斯蒂诺·阿巴尼亚莱（義大利語：Agostino Abbagnale，1966年8月25日—），意大利男子赛艇运动员。他曾代表意大利参加1988年、1996年和2000年夏季奥林匹克运动会赛艇比赛。